# Jean-Marc Bustamante
Pour les articles homonymes, voir Bustamante.
Jean-Marc Bustamante, né le 4 juin 1952 à Toulouse, est un artiste français.
Professeur à l'Académie des beaux-arts de Munich et à l'École nationale supérieure des beaux-arts de Paris, il est directeur des Beaux-Arts de Paris de septembre 2015 à 2018.

## Biographie
Jean-Marc Bustamante entreprend tout d’abord des études d’économie, avant de s’initier à la photographie, notamment auprès de Denis Brihat, photographe de natures mortes, puis de William Klein dont il devient l’assistant au milieu des années 1970.
À partir de 1978, il réalise des photographies couleur, de grand format, qu’il intitule « Tableaux ». Ce sont principalement des paysages à la lisière des villes dans la banlieue de Barcelone qui vont asseoir sa réputation[source insuffisante].
Depuis les années 1980, son travail se développe à travers un échange constant entre la sculpture, la peinture et la photographie.
En 1983, il rencontre le sculpteur Bernard Bazile avec lequel il collabore pendant trois ans, sous le nom de BazileBustamante. Sous des formes hétérogènes, ils posent à deux la question de l'objet, au-delà des disciplines.
Cette expérience le conduit à développer un travail libre, très ouvert. De la photographie à l'objet, il multiplie les propositions visuelles innovantes sous toutes ses formes. Il met en place à partir du « photographique », qui reste l'essence de son travail, des dispositifs visuels.
En 1997, « Something is missing » est une série de photographies prises dans différentes villes que le titre des œuvres ne permet pas d'identifier[source insuffisante]. Bustamante y recherche des formes simples qui ont une résonance picturale[source insuffisante].
Plus récemment, le plexiglas devient le support privilégié de son œuvre et l'artiste révèle un profond intérêt pour la couleur.
De même, pour la Biennale de Venise 2003, où il représente la France, il transforme l’espace du pavillon, recréant un monde à la fois réel et imaginaire où le jeu des miroirs, les images flottantes, les portraits photographiques, les lieux de sculptures déplacent les limites du regard autant physiques que psychologiques[source insuffisante].
Lors de l'exposition en 2006 au musée de Brégence, il investit les quatre étages du musée créant un dispositif lumineux à l'extérieur du bâtiment. Pour l'exposition intitulée « L'horizon chimérique » au musée d'art moderne et contemporain de Strasbourg[source insuffisante], il collabore avec l'artiste américain Ed Ruscha.
En 2011, une exposition rétrospective de ses sculptures et photographies a lieu à la fondation Henry Moore à Leeds, ainsi qu'une présentation de ses derniers travaux à la villa Médicis à Rome. Dans les années 2012 et 2013, il intensifie la pratique de la peinture produisant plusieurs séries de peintures qu'il expose dans plusieurs pays.
Le 7 décembre 2016, il est élu à l'Académie des beaux-arts, section Peinture, au fauteuil précédemment occupé par Zao Wou-Ki.

### Autres activités
- Professeur à l'École nationale supérieure des beaux-arts de Paris et à l'Académie des beaux-arts de Munich
- Directeur du festival international d'art de Toulouse de 2012 à 2015

### Distinctions
- Chevalier de la Légion d'honneur (2008)[2],[12]
- Commandeur de l'ordre des Arts et des Lettres[2],[13]
- Membre de l'Académie des beaux-arts, section Peinture[11]

## Polémiques

### Au festival international d'art de Toulouse
En 2005, dans un entretien avec Xavier Veilhan et Christine Macel, intitulé « La création contemporaine », Jean-Marc Bustamante avait déclaré : 

« L'homme a besoin de conquérir des territoires, la femme trouve son territoire et elle y reste ; alors que les femmes cherchent un homme, un homme veut toutes les femmes. La femme, dès qu'elle a trouvé son territoire, elle y reste. Les hommes sont toujours dans la recherche de territoires vierges.[réf. nécessaire] »

En 2013, alors qu'il est directeur artistique du festival international d'art de Toulouse (Fiat), les féministes du groupe toulousain Famuni dénoncent ces propos et l'accusent de « sexisme, de révisionnisme et d’obscurantisme ». La présidente du festival, Mathé Perrin, répond aux accusations faites à l’artiste directeur du festival en expliquant : « c’est un vieux truc ringard qui a dix ans, il a peut-être dit des bêtises dans un échange, mais la meilleure réponse, ce sont les femmes qu’il expose. »

### Comme directeur des Beaux-Arts de Paris
En 2018, alors qu'il est directeur des Beaux-Arts de Paris depuis trois ans, deux affaires retentissent au sein de l'école. L'une est relative au harcèlement sexuel et l'autre au harcèlement à caractère racial sur les employés de ménage. Accusé de laxisme et d'inaction par un groupe d'étudiants mobilisé contre ces affaires, qui attendaient, depuis des mois, une réaction de la part du directeur, il est entarté et enfariné par ces mêmes étudiants lors d'une cérémonie.
Il répond aux accusations d’inactivité en soulignant les actions prises par l’Académie sous sa direction, telles que la création d’une charte de bonne conduite, ainsi que la mise en place d’une cellule d’écoute au sein de l’école. À la suite de l'incident, la ministre de la Culture, Françoise Nyssen, décide de ne pas prolonger son mandat. Bustamante déclare plus tard n’avoir pas été soutenu par la ministre dans cette affaire.
En septembre 2018, le dessinateur de BD et professeur aux Beaux-Arts Joann Sfar défend Bustamante. Il affirme que la création de forums de dénonciation anonymes par l'administration plutôt que l’action d'encourager les étudiants à utiliser le système de travailleurs sociaux de l'école n’a fait qu’exacerber plutôt que de résoudre le problème. Sfar écrit que la gestion de l’affaire par le ministère a été un numéro de communication, que les étudiants, les enseignants et l’école continuent à payer cher aujourd’hui. Il ajoute : « notre administration a encouragé des élèves toute l'année dernière à agresser le directeur. Puis quand ils ont fini par le recouvrir de farine, les étudiants sont punis par la même administration. »

## Collections publiques (sélection)
- Musée national d'art moderne, Centre Pompidou
- Musée d'art moderne de la ville de Paris
- Fonds municipal d'art contemporain de la Ville de Paris
- Musée d'Art moderne et contemporain de Saint-Étienne Métropole
- Musée d'Art moderne et contemporain de Strasbourg
- Musée du Frac de Bretagne, Rennes
- Carré d'art, musée d'art moderne de Nîmes
- CAPC - musée d'Art contemporain de Bordeaux
- Colección D.O.P.
- Les Abattoirs, musée d'art moderne et contemporain de Toulouse
- Tate Modern, Londres
- Metropolitan Museum of Art, New York
- Albright Knox Museum, Buffalo
- Macro, Rome
- Musée national centre d'art Reina Sofía, Madrid
- Musée d'art contemporain, Barcelone
- Kunstmuseum, Berne
- Kunstmuseum de Zurich
- Kunstmuseum, Bâle
- Kunstmuseum de Krefeld
- Stedelijk Museum, Amsterdam
- Musée Van Abbe, Eindhoven
- Musée Kröller-Müller, Oterloo
- SMAK, Musée municipal d'art actuel de Gand
- MAC's, musée des arts contemporains Grand-Hornu
- MUMOK, musée d'art contemporain de Vienne
- Musée des beaux-arts de Tel Aviv
- Chiba City Museum of Art

### Galeries
- Jean-Marc Bustamante chez Xavier Hufkens
- Jean-Marc Bustamante chez Thaddaeus Ropac